# Glenesk Railway Viaduct
Der Glenesk Railway Viaduct ist eine Eisenbahnbrücke in der schottischen Stadt Dalkeith in der Council Area Midlothian. 1971 wurde das Bauwerk in die schottischen Denkmallisten zunächst in der Kategorie B aufgenommen. Die Hochstufung in die höchste Kategorie A erfolgte 1994.

## Geschichte
Lange wurde davon ausgegangen, dass der Viadukt im Jahre 1847 erbaut wurde und dabei eine Vorgängerbrücke aus Holz ersetzte. Neuere Untersuchungen zeigten jedoch, dass es sich um die erste Brücke an diesem Ort handelte und sie zwischen 1829 und 1831 errichtet wurde. Hiermit gehört sie zu den ältesten erhaltenen Eisenbahnbrücken in Schottland. Für die Planung zeichnet der schottische Ingenieur James Jardine verantwortlich, ein Weggefährte von Thomas Telford.
Die Notwendigkeit für den Brückenbau ergab sich aus der Überführung der Edinburgh and Dalkeith Railway über den North Esk. Später wurden Teile der Strecke in die Waverley Line integriert. 1847 wurde die Brücke erweitert, um einer zweigleisigen Streckenführung zu genügen. Außerdem wurden beidseitig Fußgängerwege hinzugefügt. Der Bahnverkehr wurde 1969 eingestellt und die Gleise entfernt. 1993 wurde der Bogen durch ein innenliegendes Stahlgerüst stabilisiert, um das Bauwerk vor Bergsenkungen infolge von Bergbau zu schützen. In diesem Jahr wurde die Brücke zur Nutzung für den Fußgänger- und Radverkehr freigegeben.
Seit 2014 liegen wieder Schienen auf der Brücke, da die Waverley Line als Borders Railway zwischen Edinburgh und Tweedbank neugebaut wird. Da die Strecke in diesem Abschnitt eingleisig ausgeführt wird, ist weiterhin eine Querung für Fußgänger und Radfahrer möglich. Die Strecke wurde im September 2015 in Betrieb genommen.

## Beschreibung
Der Mauerwerksviadukt liegt am Nordrand der heute zu Dalkeith gehörenden Ortschaft Glenesk. Der Glenesk Railway Viaduct überspannt den North Esk mit einem Rundbogen mit einer lichten Weite von 19,8 m. Die Weite zwischen den begrenzenden Brüstungen betrug ursprünglich 5,2 m und wurde 1847 vergrößert. Der Viadukt ist im spätgeorgianischen Stil mit Pilastern und Archivolten gestaltet.